# Charles Duclerc
Charles Théodore Eugène Duclerc (Bagnères-de-Bigorre, 9 de novembro de 1812 – Paris, 21 de julho de 1888) foi um político francês. Ocupou o cargo de primeiro-ministro da França, entre 7 de agosto de 1882 e 29 de janeiro de 1883.

## Carreira
Ele foi membro do conselho editorial do jornal National.  Duclerc serviu como Ministro das Finanças de maio a junho no governo provisório da França.  Mais tarde, ele serviu por seis meses como primeiro-ministro, de 1882 a 1883 sob a Terceira República. Duclerc nasceu em Bagnères-de-Bigorre e morreu em Paris.

## Ministério de Duclerc, 7 de agosto de 1882 - 29 de janeiro de 1883
Ver Gabinete Duclerc
- Charles Duclerc – Presidente do Conselho e Ministro dos Negócios Estrangeiros
- Jean-Baptiste Billot - Ministro da Guerra
- Armand Fallières - Ministro do Interior
- Pierre Tirard – Ministro das Finanças
- Paul Devès – Ministro da Justiça e Culto
- Jean Bernard Jauréguiberry – Ministro da Marinha e Colônias
- Jules Duvaux – Ministro da Instrução Pública e Belas Artes
- François de Mahy – Ministro da Agricultura
- Anne Charles Hérisson – Ministra das Obras Públicas
- Adolphe Cochery - Ministro dos Correios e Telégrafos
- Pierre Legrand – Ministro do Comércio

Alterações de equipe
- 13 de setembro de 1882 - Armand Fallières sucede Devès como Ministro do Culto. Fallières continua sendo Ministro do Interior e Devès Ministro da Justiça.